# A Seat at the Table
A Seat at the Table es el tercer álbum de estudio de la cantautora estadounidense Solange. Fue lanzado el 30 de septiembre de 2016 por Saint Records y Columbia Records. Mientras estaba en proceso de grabación del álbum, Solange lanzó un EP titulado True en 2012 y fundó su propio sello discográfico, Saint Records. La escritura del álbum comenzó en 2008, y las sesiones de grabación se llevaron a cabo entre 2013 y junio de 2016. Solange colaboró con una variedad de artistas, incluidos los raperos Lil Wayne y Q-Tip, los cantautores The-Dream, BJ the Chicago Kid, Kelly Rowland y Tweet, y los músicos Sampha, Kelela y David Longstreth.
A Seat at the Table recibió elogios generalizados de los críticos y se convirtió en el primer álbum de Solange en alcanzar el número uno en el Billboard 200 en Estados Unidos, debutando con 72,000 unidades equivalentes a álbumes. El sencillo principal, "Cranes in the Sky", ganó el Grammy a la Mejor Interpretación de R&B, marcando la primera nominación y victoria de Solange en los Grammy. En 2020, el álbum ocupó el puesto 312 en la lista de la revista Rolling Stone. 

## Fondo
En 2009, en una entrevista con MTV, Solange mencionó que estaba definiendo el sonido para su próximo álbum después de Sol-Angel and the Hadley St. Dreams. Solange alquiló una casa en Santa Bárbara, California, para sumergirse en el ambiente adecuado mientras escribía y hacía música. En una entrevista con Vibe el 7 de julio de 2010, Solange reveló que sufrió un "pequeño colapso" mientras trabajaba en el nuevo álbum: "Literalmente renuncié a mi cordura por un tiempo para hacer este disco. Nos despertábamos por la mañana y hacíamos música todo el día y toda la noche. Empezó a desgastarme de muchas maneras diferentes y comencé a tener estos intensos ataques de pánico". Solange explicó que hizo sacrificios "mentales, emocionales y financieros", y añadió: "Para mí, es más que un álbum. Es un momento de transición en mi vida". Mientras aún trabajaba en su tercer álbum de estudio, Solange lanzó un EP titulado True para descarga digital en iTunes el 27 de noviembre de 2012. El 14 de mayo de 2013, Solange anunció el lanzamiento de su propio sello discográfico, Saint Records, con el que planea lanzar su tercer álbum y futuros proyectos musicales a través de Sony.
El 15 de mayo de 2015, Solange interpretó una nueva canción en un evento patrocinado por HBO. La canción, llamada "Rise", se inspiró en los asesinatos policiales en Ferguson y Baltimore, así como en las protestas que siguieron. Es la primera pista del álbum y es una canción funk con sintetizadores. Al día siguiente, Solange reveló que había escrito veinticuatro canciones para su tercer álbum de estudio; las compuso para piano y las estructuró ella misma antes de buscar productores para terminarlas. En julio de 2015, Solange anunció que su álbum estaba casi listo y que reduciría sus presentaciones hasta que la nueva música estuviera completa, aunque hizo una excepción para actuar en el festival FYF. En su trigésimo cumpleaños, mencionó que había terminado A Seat at the Table tres días antes, el 21 de junio de 2016. El 27 de septiembre de 2016, Solange tuiteó: "Estoy muy agradecida y emocionada de compartir este trabajo que he escrito y creado con ustedes... #ASeatAtTheTable". Describió el álbum como "un proyecto sobre identidad, empoderamiento, independencia, duelo y sanación". El lanzamiento estaba previsto para el 30 de septiembre, y se dijo que había estado trabajando en él desde 2013.

## Grabación
En los primeros días de las sesiones de grabación, Solange experimentó con diferentes sonidos e ideas que no están en la lista oficial de pistas, pero que le ayudaron a definir la identidad, el sonido, las letras iniciales y los conceptos del álbum. La concepción inicial del álbum ocurrió en Long Island y Nueva Orleans, donde comenzó a colaborar en ideas con varios artistas. Solange comentó que durante estas etapas, simplemente estaba "cantando una melodía" o "alguien le tocaba una línea de sintetizador o de bajo que se convertía en una pista de una hora". Después de estas sesiones, Solange viajó a New Iberia, Louisiana, con las pistas de una hora. Allí, junto con sus ingenieros, empezó a estructurar las canciones, construir los sonidos, escribir las letras y crear melodías. Finalmente, Solange llevó estas pistas a Los Ángeles para colaborar con Raphael Saadiq y Troy Johnson, comentando: "Cuando miro hacia atrás en las etapas iniciales, recuerdo la poderosa energía que marcó el tono, y estoy muy agradecida de que nos acompañara en todo momento durante la creación de este álbum."
Solange escribió "Cranes in the Sky" ocho años antes del lanzamiento del álbum. En 2008, el productor y cantante Raphael Saadiq le dio a Solange un CD con algunos instrumentales. Uno de ellos tenía solo batería, cuerdas y bajo. Esa noche, Solange volvió a su hotel y escribió "Cranes in the Sky". Ocho años después, cuando Solange había terminado de escribir y crear A Seat at the Table en New Iberia, Louisiana, revisó "Cranes in the Sky" nuevamente. Poco después, llamó a Raphael y le pidió que ayudara a producir algunas de las otras canciones del álbum. El rapero estadounidense Master P trabajó en la mayoría de los interludios del álbum con Solange. Ella le pidió a Master P que narrara algunos de los temas del álbum; los interludios se crearon a partir de conversaciones sobre los problemas del mundo.

## Música y letras
El álbum explora temas como rabia, desesperación y empoderamiento, y mezcla funk, neo soul, soul psicodélico y R&B contemporáneo. Empieza con "Rise", una canción de 90 segundos que se lanzó un año antes. "Weary" es una pista con órganos, guitarra y bajo que habla sobre el cansancio y la soledad. "Borderline (Una oda al cuidado personal)" trata sobre temas similares. "Interludio: La Gloria Está en Ti" se centra en la búsqueda de la paz interior. "Cranes in the Sky" es una canción animada que explora cómo se intenta aliviar el dolor con alcohol, sexo, música o incluso escapando. En una entrevista, el padre y ex manager de Solange, Mathew Knowles, comparte cómo su infancia, marcada por la integración, la segregación y el racismo, lo dejó "enojado durante años". "Mad", con Lil Wayne, habla de la indignación y la ira. "Don't You Wait" combina funk, batería y bajo, e incluye una declaración de la madre de Solange, Tina Knowles. "Don't Touch My Hair" mezcla electrónica y funk, y aborda una experiencia común entre mujeres afroamericanas. El siguiente interludio habla sobre valor e independencia. "FUBU" hace un guiño a la marca de moda de los años 90 For Us By Us. Otro interludio lleva el mensaje "No dejes que nadie te robe tu magia". "Don't Wish Me Well" combina soul electrónico y psicodélico, mientras que “Pedestales” también trata sobre el autocuidado. Finalmente, "Scales" es una pista de ritmo lento. Todas las letras del álbum vienen acompañadas de imágenes en un libro de arte digital que está disponible en el sitio web oficial de Solange.
"A Seat at the Table" se lanzó para descarga digital y streaming el 30 de septiembre de 2016 a través del sello de Solange, Saint Records. Distribuido por Columbia Records y Sony Music Entertainment, el lanzamiento físico en CD fue el 18 de noviembre y en vinilo el 9 de diciembre.
El álbum fue promocionado con dos videos musicales, dirigidos por Solange y Alan Ferguson: "Don't Touch My Hair" y "Cranes in the Sky", que se estrenaron el 3 de octubre. Solange interpretó ambas canciones en Saturday Night Live el 5 de noviembre. El 8 de diciembre, fue entrevistada por Helga Davis en el Q2 Podcast, y el 15 de diciembre, presentó un popurrí de "Rise" y "Weary" en The Tonight Show Starring Jimmy Fallon. El 10 de enero de 2017, Solange tuvo una entrevista con su hermana Beyoncé para Interview.
La entrevista de Solange con Elle se publicó el 9 de febrero. Durante 2017, se presentó en varios festivales como Essence, Glastonbury, WayHome, Panorama y Pitchfork. Más tarde, Solange comenzó su gira artística "Orion's Rise", combinando música y arte en presentaciones en teatros selectos, incluyendo la pieza de arte "Scales" en Marfa, Texas, durante el fin de semana de la Fundación Chinati.

## Rendimiento comercial
A Seat at the Table debutó en el número uno del Billboard 200 en EE. UU., siendo el primer álbum de Solange en alcanzar esa posición. También lideró la lista de álbumes de R&B/Hip-Hop en EE. UU. En su primera semana, el álbum vendió 72.000 unidades, de las cuales 46.000 fueron ventas físicas y 24.000 unidades equivalentes a streaming y pistas. Con este éxito, Solange y Beyoncé se convirtieron en las primeras hermanas solistas en tener álbumes número uno en el Billboard 200 durante el mismo año. El 17 de enero de 2019, el álbum recibió la certificación de oro de la RIAA por vender más de 500.000 unidades en EE. UU.
A Seat at the Table también marcó el primer álbum de Solange en aparecer en listas de varios países. En el Reino Unido, alcanzó el puesto número diecisiete en la UK Albums Chart, el número dos en la UK R&B Albums Chart y el número ocho en la UK Digital Albums Chart, todas publicadas por la Official Charts Company. Además, llegó al puesto sesenta y seis en la Scottish Albums Chart. En Australia, alcanzó el puesto veintiuno en la Australian Albums Chart, publicada por la Australian Recording Industry Association. En Bélgica, llegó al puesto cincuenta y tres en la Ultratop Flanders album chart y al ochenta y tres en la Ultratop Wallonia album chart. También entró en el top cuarenta en Noruega y Suecia, con posiciones de treinta y dos y treinta y nueve, respectivamente. En Nueva Zelanda y los Países Bajos, alcanzó el top treinta, con los puestos veintitrés y veinticinco, respectivamente. Además, logró estar en el top diez de la Canadian Albums Chart.

## Listado de canciones
Todas las pistas están escritas por Solange Knowles, excepto donde se indique lo contrario.

| A Seat at the Table |                                                     |               |          |  |
| N.º                 | Título                                              | Productor(es) | Duración |  |
| 1.                  | «"Rise"»                                            |               | 1:41     |  |
| 2.                  | «"Weary"»                                           |               | 3:14     |  |
| 3.                  | «"Interlude: The Glory is in You"»                  |               | 0:17     |  |
| 4.                  | «"Cranes in the Sky"»                               |               | 4:!0     |  |
| 5.                  | «"Interlude: Dad Was Mad"»                          |               | 0:46     |  |
| 6.                  | «"Mad (feat. Lil Wayne)"»                           |               | 3:55     |  |
| 7.                  | «"Don't You Wait"»                                  |               | 4:05     |  |
| 8.                  | «"Interlude: Tina Taught Me"»                       |               | 1:14     |  |
| 9.                  | «"Don't Touch My Hair"»                             |               | 4:17     |  |
| 10.                 | «"Interlude: This Moment"»                          |               | 0:49     |  |
| 11.                 | «"Where Do The Go"»                                 |               | 4:24     |  |
| 12.                 | «"Interlude: For Us By Us"»                         |               | 0:52     |  |
| 13.                 | «"F.U.B.U. (feat. The-Dream & The Chicago Kid)"»    |               | 5:13     |  |
| 14.                 | «"Borderline (An Ode to Self Care) (feat. Q-Tip)"»  |               | 3:02     |  |
| 15.                 | «"Interlude: I Got So Much Magic, You Can Have It"» |               | 0:26     |  |
| 16.                 | «"Junie"»                                           |               | 3:06     |  |
| 17.                 | «"Interlude: No Limits"»                            |               | 0:39     |  |
| 18.                 | «"Don't Wish Me Well"»                              |               | 4:15     |  |
| 19.                 | «"Interlude: Pedestals"»                            |               | 0:57     |  |
| 20.                 | «"Scales (feat. Kelela)"»                           |               | 3:39     |  |
| 21.                 | «"Closing: The Chosen Ones"»                        |               | 0:42     |  |
| 51:43               |                                                     |               |          |  |

Notas
- - "Interlude: The Glory Is in You", "Interlude: For Us by Us", "Interlude: No Limits", "Interlude: Pedestals" y "Closing: The Chosen Ones" son interpretados por Master P.
  - "Interlude: Dad Was Mad" es interpretado por Mathew Knowles.
  - "Interlude: Tina Taught Me" es interpretado por Tina Knowles.
  - "Interlude: This Moment" es interpretado por Master P, Kelsey Lu, Sampha y Devonte Hynes.
  - "Rise" cuenta con voces adicionales de Raphael Saadiq.
  - "Weary" cuenta con voces adicionales de Tweet.
  - "Mad" cuenta con voces adicionales de The Dream, Moses Sumney y Tweet.
  - "Don't You Wait" cuenta con voces adicionales de Olugbenga.
  - "Where Do We Go" cuenta con voces adicionales de Sean Nicholas Savage.
  - "F.U.B.U." cuenta con voces adicionales de Tweet.
  - "Junie" cuenta con voces no acreditadas de André 3000.
  - "Borderline (An Ode To Self Care)" contiene una parte de la composición "More Than a Woman", escrita por Stephen Garrett y Tim Mosley.

## Personal
- Nia Andrews – artista invitada (pista 15), actuación en interludio (pista 15)
- Ray Angry – producción (pista 1)
- Jake Aron – ingeniero de grabación adicional
- Thayod Ayusar – ingeniero de grabación adicional
- Adam Baindridge – producción (pistas 7, 10, 18), guitarra (pista 7), edición adicional de sintetizadores (pista 4), edición adicional de voces (pista 20)
- Rostam Batmanglij – piano (pista 13), órgano (pista 13), shaker (pista 13), producción adicional de cuerdas (pista 13)
- Casey Benjamin – teclados (pista 14)
- Mikaelin 'Blue' BlueSpruce – ingeniero de grabación, mezcla
- Bobby Campbell – ingeniero de grabación adicional
- BJ the Chicago Kid – artista invitado (pista 13)
- Rogét Chahayed – sintetizadores (pista 4)
- Bryndon Cook – producción (pistas 8, 9), bajo adicional (pista 9), cowbell adicional (pista 9)
- Josh David – bajo (pista 14)
- The Dream – artista invitado (pista 13), voces adicionales (pista 6)
- "J Sounds" Holt – ingeniero de grabación adicional
- Devonte Hynes – actuación en interludio (pista 10)
- Hotae Alexander Jang – ingeniero de grabación adicional
- Troy "R8dio" Johnson – productor asociado, producción (pistas 7, 21), bajo (pista 7), ingeniero de grabación
- Gloria Kaba – ingeniero de grabación adicional
- Kelela – artista invitada (pista 20)
- John Kirby – producción (pistas 12, 16, 17), sintetizadores (pistas 4, 16), piano (pista 14)
- Mathew Knowles – actuación en interludio (pista 5)
- Solange Knowles – artista principal, productora ejecutiva, producción (pistas 1–14, 16–21), piano (pista 19), actuación en interludio (pista 15)
- Tina Knowles – actuación en interludio (pista 8)
- Dave Kutch – masterización
- Kwes – producción (pistas 7, 11, 18, 20)
- Lil Wayne – artista invitado (pista 6)
- Dave Longstreth – producción (pistas 5–7, 13, 18, 20), guitarra (pista 7)
- Kelsey Lu – actuación en interludio (pista 10)
- Majical Cloudz – producción (pista 1)
- Master P – actuación en interludio (pistas 3, 10, 12, 17, 19, 21)
- Olugbenga – producción (pista 7), bajo (pista 7), voces adicionales (pista 7)
- Ken Oriole – ingeniero de grabación adicional
- Kevin Peterson – asistencia en masterización
- Q-Tip – artista invitado (pista 14), producción (pista 14), teclados (pista 14), batería (pista 14)
- Questlove – producción (pista 1)
- Sam Robles – saxofón (pista 9)
- Kelly Rowland – artista invitada (pista 15), actuación en interludio (pista 15)
- Steve Rusch – ingeniero de grabación adicional
- Raphael Saadiq – productor ejecutivo, producción (pistas 1–6, 11, 16), bajo adicional (pistas 1, 9, 14), voces adicionales (pista 1)
- Sampha – artista invitado (pista 9), producción (pistas 7–9, 18), actuación en interludio (pista 10)
- Sean Nicholas Savage – producción (pista 11), voces adicionales (pista 11)
- Chris Sholar – guitarra (pista 14)
- Leon Silva – metales (pista 21)
- Todd Simon – trompeta (pista 9), flugelhorn (pista 9)
- Sir Dylan – producción (pistas 2, 3, 5, 6, 11), sintetizador adicional (pista 1)
- Dave Andrew Sitek – producción (pistas 8, 9)
- Moses Sumney – voces adicionales (pista 6)
- Tweet – voces adicionales (pistas 2, 6, 13)
- Vic Wainstein – ingeniero de grabación adicional
- Blair Wells – ingeniero de grabación adicional
- Dontae Williams – metales (pista 21)
- Kevin Williams – metales (pista 21)
- Patrick Wimberly – producción (pistas 8, 9, 11, 20), bajo (pista 7), sintetizador adicional (pista 1)
- Nino Villanueva – ingeniero de grabación

## Historial de versiones
| Región | Fecha                    | Formato(s) | Etiqueta(s) | Árbitro. |
| ------ | ------------------------ | ---------- | ----------- | -------- |
| Varios | 30 de septiembre de 2016 |            |             |          |
| Varios | 18 de noviembre de 2016  | CD         |             |          |
| Varios | 9 de diciembre de 2016   | LP         |             |          |